# Crataegus sinaica
Crataegus sinaica är en rosväxtart som beskrevs av Pierre Edmond Boissier. Crataegus sinaica ingår i Hagtornssläktet som ingår i familjen rosväxter.

## Underarter
Arten delas in i följande underarter:
- C. s. rossii
- C. s. sinaica